# 無害通航
無害通航（むがいつうこう、英語: Innocent passage）とは、沿岸国の平和・秩序・安全を害さない事を条件として、沿岸国に対して事前通告無しで沿岸国の領海を外国船舶が通航する事を指す。当然の権利として国際海洋法においては、内陸国を含め全ての国の船舶は、他国の領海において無害通航権を有するものとされる。
一方で領海の沿岸国は、自国の領海内において国家主権に基づき、領海使用の条件設定や航行の規制ができるが、他国の無害通航を妨害する結果とならないように一定の国際義務が課される。
1958年に採択された領海条約第14条4項では、無害通航とは「沿岸国の平和、秩序又は安全を害しない」航行と定義され、1982年の国連海洋法条約の第19条第1項では前記領海条約第14条第4項で定められた無害性に関する定義が踏襲され、同条第2項では無害とみなされない活動が具体的に列挙された。

## 沿革
| 1958年領海条約第14条第4項 |
| --- |
| 通航は、沿岸国の平和、秩序又は安全を害しない限り、無害とされる。無害通航は、この条約の規定及び国際法の他の規則に従つて行なわなければならない。 |
| 1982年国連海洋法条約第19条 |
| 1. 通航は、沿岸国の平和、秩序又は安全を害しない限り、無害とされる。無害通航は、この条約及び国際法の他の規則に従って行わなければならない。 2. 外国船舶の通航は、当該外国船舶が領海において次の活動のいずれかに従事する場合には、沿岸国の平和、秩序又は安全を害するものとされる。 (a) 武力による威嚇又は武力の行使であって、沿岸国の主権、領土保全若しくは政治的独立に対するもの又はその他の国際連合憲章に規定する国際法の諸原則に違反する方法によるもの (b) 兵器(種類のいかんを問わない。)を用いる訓練又は演習 (c) 沿岸国の防衛又は安全を害することとなるような情報の収集を目的とする行為 (d) 沿岸国の防衛又は安全に影響を与えることを目的とする宣伝行為 (e) 航空機の発着又は積込み (f) 軍事機器の発着又は積込み (g) 沿岸国の通関上、財政上、出入国管理上又は衛生上の法令に違反する物品、通貨又は人の積込み又は積卸し (h) この条約に違反する故意のかつ重大な汚染行為 (i) 漁獲行為 (j) 調査活動又は測量活動の実施 (k) 沿岸国の通信系又は他の施設への妨害を目的とする行為 (l) 通航に直接の関係を有しないその他の活動 |

無害通航の制度が国際法上成立したのは重商主義から自由貿易主義に転換した1840年代以降のことであるといわれる。無害通航を認め外国船舶の領海内通航権を確保することで、領海に対する沿岸国の権利を規制しようとしたのである。それより以前の17世紀までは、領海において外国船舶は沿岸国の恩恵による許可によって無害通過が認められるだけであった。
19世紀には領海における無害通航は公海自由の原則の当然の結果としてすべての船舶に認められるとされたが、これを規制する沿岸国の権利については領域主権を根拠とするのか、地役権を根拠とするのか、意見が対立してきた。その後領海内の外国船舶の通航自由を認めながら、沿岸国の規制という観点から安全・公序・歳入・軍事的安全への有害性の有無という基準が導入された。このようにして当初は船舶の具体的な行為などではなく船種などのような内在的な要因が重視され、ついで船舶上で行われる具体的行為や船舶の航行の態様などにも着目されるようになっていく。
第二次世界大戦前には、船種を基準とする無害性の認定基準が有力となった。この基準によれば、外国の私船は国際通商や交通の自由などの観点から国際法上領海内通航の権利が認められるとされたが、外国軍艦は私船の場合と異なり性質上有害性が推定されることから、外国軍艦の領海内通航は慣例や国際礼譲などにより認められるにしか過ぎないとされたのである。これに対して戦後になると、航行の上で不可避的な領海内通航に関しては軍艦と私船を区別する必要はなく、無害性の認定は船舶の具体的行為や態様によって行われるべきとする立場が現れた。例えば1949年のコルフ海峡事件国際司法裁判所判決では、軍艦であっても行為や態様に着目し、武力の行使や威嚇に該当するようなものでない限りは無害性が推定されると判断された。
1958年の領海条約第14条第4項では、無害かどうかを判断するに際して特定の基準は採用されず、そのため船舶が具体的にどのような行為をするかという行為を基準(行為基準)とする無害性の認定だけでなく、例えば船舶が軍艦かどうかなど、船舶の種類・性質などを基準(船種基準)とした無害性認定の余地がある規定となった。1982年の国連海洋法条約では、第19条第1項で上記領海条約第14条第4項の無害性に関する定義をそのまま踏襲しながら、第19条第2項で無害とはされない活動が具体的に列挙された(#無害の基準参照)。

## 国連海洋法条約における制度

### 通航の定義
国連海洋法条約第18条によれば、無害通航の制度における「通航」とは領海の継続的かつ迅速な通過、または内水への出入りのための航行とされる。そのため不可抗力や遭難などの場合を除き外国船舶が領海内で停船・投錨をしたり、徘徊やその他不審な行動など明らかに通過以外の目的による活動は通常認められない。外国船舶が内水へ出入りする目的で領海を航行する場合には慣習国際法上無害通航権を有すると推定されるが、沿岸国は内水での自国の利益を確保する必要から国内法上の制度に基づく規制をする場合もある。

### 無害の基準
イギリス軍艦のアルバニア領海航行が問題とされた1949年のコルフ海峡事件国際司法裁判所判決では、裁判所は軍艦の戦闘形態の有無や通行目的に着目してイギリスの軍艦の航行がアルバニアに害をなすものではなかったという判断がなされた。1958年の領海条約第14条第4項では、「沿岸国の平和、秩序又は安全を害しない」通行は「無害」であると定められた。しかしここでは外国船舶の領海通過が無害かどうかを判断するにあたって特定の基準が示されておらず、条文の解釈により異なる基準が適用される余地が残され異なる立場が対立することとなった。このうち行為基準説の立場では、例えば軍事演習、防衛情報の収集、資源の調査など、外国船舶が領海内でどのような行為をするかを尺度として判断する。これに対し船種基準説の立場によれば、船舶が軍艦や原子力船など、船舶の種類や性質を基準に無害かどうかを判断する。1982年の国連海洋法条約では、第19条第1項で領海条約第14条第4項の無害に関する抽象的な定義を踏襲しながら、第19条第2項で無害ではない活動を具体的に列挙した。第19条第2項は、行為基準によって無害性を判断する場合の具体的内容を明らかにしたものと言える。しかしこうした国連海洋法条約の文言からは、確かに船種基準説が一般的な規則として成立していると判断することはできないが、逆に船種基準説にもとづく沿岸国の船種別規制が禁止されているとも条文の文言上は判断できず、第19条第1項は行為基準以外の基準をも含む余地を残しているため、今なお解釈上の問題は残る。実際に軍艦の領海内通航に関して事前許可制を採用している国も多い。

### 軍艦の無害通航
すでに述べたように軍艦に無害通航権が認められるかどうかについて明文化した条約はなく、この点については異なる複数の解釈が存在する。1958年の国連海洋法会議ではこの点について合意に至ることができず、領海条約第23条に規則違反の軍艦に対する退去要請権が定められたことを除き、軍艦の無害通航権に関する規定を採択することはできなかった。1973年から1982年にかけての第3次国連海洋法会議においても意見の一致は見られず、同会議において採択された国連海洋法条約では無害性の基準について船種基準とするのか行為基準とするのか解釈上の問題が残る規定が採択された（#無害の基準参照）。その結果、軍艦の無害通航権を認める国（アメリカ、イギリス、オランダ、日本）、事前に通告することを求める国（エジプト）、事前の許可を求める国（ルーマニア、スーダン、オマーン）と、各国の立場が分かれることとなった。1989年にはアメリカとソ連が「無害通航の統一解釈」という共同声明を発し、「軍艦を含むすべての船舶は、積荷、軍備、推進方法にかかわりなく、国際法にしたがって領海の無害通航権を有し、事前の通告ないし許可を必要としない」という立場を示した（その前年1988年に黒海で米ソ艦船の衝突事件が起きていた）。このように軍艦の無害通航権の有無については意見の一致が見られないものの、国連海洋法条約では領海条約第23条を引き継ぎ国際法や沿岸国の法令に従わない軍艦に対して沿岸国が退去要求をできると定められたほか（第30条）、軍艦の違法行為の結果として沿岸国に与えた損失に対して旗国（船舶が所属する国）が国際責任を負うと定められた（第31条）。

### 海中
国連海洋法条約第20条において、潜水船その他の水中航行機器は、沿岸国の領海を航行する場合、海面に浮上し所属を示す旗（軍艦旗、国旗）を掲揚すれば無害通航権を行使できる。

### 沿岸国の規制権
沿岸国は航行の安全、資源保護、汚染防止、関税・出入国管理のために必要な法令を制定することができ、安全確保に必要なときは航路帯や分離通航方式を採用することができるが、外国船舶に国際基準を上回る重い規制を課すことはできず、一方的に基準を超える厳しい基準を課せば部外通行を阻害することとなり国家責任を追及されることとなる（国連海洋法条約第21条、第22条）。内水に出入りせずに領海を通行する外国船舶が沿岸国の法令違反となる行為をした場合には一定の強制措置を実施する権限が沿岸国に認められるが、前述の国連海洋法条約第19条に規定される無害ではない通航に該当する場合を除き、通行権そのものを否定したり通航を阻害する結果となってはならない（国連海洋法条約第24条第2項）。無害ではない通航に該当する場合には、その通航を防止するために必要な措置をとることができ、軍事的安全保護のために不可欠な場合には特定海域において外国船舶の無害通航を一時停止することができる（国連海洋法条約第25条）。無害通航中の船舶内で起きた犯罪行為に対しては基本的に船舶の旗国が裁判管轄権を有するが、密輸、不法入国、汚染、安全保障に関する法令違反など、犯罪の結果が沿岸国に及ぶ場合、犯罪が沿岸国の平和、領海の秩序を乱すものである場合、船舶の船長や旗国の外交官・領事官から沿岸国に援助要請があった場合、麻薬・向精神薬不法取引の抑圧に必要な場合、これらの場合に限り沿岸国は捜査や逮捕などの刑事管轄権を行使することができる。ただしその場合にも沿岸国は犯罪の重大性と運航阻害の危険とをくらべ航行の利益に妥当な考慮を払わなければならない（国連海洋法条約第27条）。

## 強化された無害通航
海上交通の要衝である国際海峡においては、伝統的に通常の領海におけるよりも緩和された通航が認められる「強化された無害通航」の制度が認められてきた。

1958年の領海及び接続水域に関する条約（領海条約）第16条第4項では、沿岸国は国際海峡における無害通航を停止することが認められず、平時には海峡の閉鎖などが禁止された（国際海峡でない領海においては領海条約第16条第3項により一定の条件下で停止権が認められる）。
こうした国際海峡の非閉鎖性は、1894年の万国国際法学会の領海の定義と地位に関する決議や1930年のハーグ国際法法典化会議準備委員会の報告書においてもすでに定められていた。また1947年のコルフ海峡事件判決も認めたように、軍艦の通行も認められた。1982年の国連海洋法条約により領海の幅が12カイリまでとされたことにともない、多くの国際海峡がいずれかの国の領海とされることとなった。
しかし1973年から始められた第三次国連海洋法会議においては、大きな海軍力を持つアメリカ合衆国とソビエト連邦がこうした従来の「強化された無害通航」に否定的で、国際海峡においては公海なみの航行自由を認めるべきであると主張した。こうした主張に対してスペイン、モロッコ、インドネシアといった海峡を有する国々は反発し、国際海峡において厳格な無害通航制度の適用を主張した。この対立に対する打開策としてイギリスは通過通航制度を提唱した。
通過通航制度とは、「継続的かつ迅速な通過の目的のみのための航行及び上空飛行の自由」と定義され、無害性が通航の直接の基準とはされず、軍用機を含め上空飛行が認められたことが無害通航との違いである。1982年の国連海洋法条約では、この通過通航制度が定められ（第38条第2項）、それまでの「強化された無害通航」の制度が改められることとなった。

## 航空機

### 歴史
航空機が開発された当初は外国の航空機にも船舶の無害通航に類似した権利が認められていたが、第一次世界大戦期になると欧州諸国は領空内での排他的主権を主張するようになり事前に飛行ルートを通告するよう求める国が増えた。

### 飛行計画
現代では通過する領域国へ飛行計画を事前に提出することが求められる。
飛行計画を提出していない場合、領空へ進入する前の段階、すなわち防空識別圏へ入った時点で領空侵犯の可能性があるものと判断し、当該国はスクランブルで対処する。

## 海上自衛隊護衛艦による中国領海の航行
2024年7月4日の午前、海上自衛隊の護衛艦「すずつき」が中国東部浙江省の沖合を航行し一時、中国の領海内に入った。本艦は当時、中国軍の軍事訓練の監視任務に当たっていて、中国側から退去勧告を受け領海の外に出た。海自艦艇が事前に通告せず中国領海に入ったのは1954年に自衛隊を創設してから初めてだった。中国外交部の林剣副報道局長によると、日本側は技術的なミスだったと釈明しているという。
国連海洋法条約によって沿岸国の安全を害する行為を行わない限り、領海を航行できる無害通航が認められているが、本艦は中国軍の演習を監視するという情報取集活動をしていたときに中国の領海内に入った。このことについて、日本国政府と防衛省は無害でない通航と規定した国連海洋法条約第19条2項(j)の「調査活動又は測量活動の実施」に該当するか否かを明言していない。
2024年9月24日、木原稔防衛大臣は閣議後の記者会見で艦長は７月に艦長職を解かれたと話したが、更迭理由や中国領海の航行を巡る事実関係を述べなかった。 艦長は５月に就任したばかりだった。